# Сигневичи
Сигне́вичи (бел. Сігневічы) — агрогородок в Берёзовском районе Брестской области Белоруссии, центр Сигневичского сельсовета. Население — 245 человек (2019).

## География
Агрогородок находится в 13 км к юго-западу от города Берёза. Местность принадлежит к бассейну Днепра, вокруг села существует сеть мелиоративных канав со стоком в канал Винец, а оттуда — в Ясельду. Канал Винец отделяет Сигневичи от расположенного на другом берегу агрогородка Маревиль. Рядом с северной окраиной Сигневичей проходит автомагистраль М1, также через деревню проходит ответвляющаяся от магистрали автодорога Сигневичи — Антополь. В 12 км от агрогородка расположена ж/д станция Берёза-Картузская на магистрали Минск — Брест.

## История
Первое упоминание об усадьбе в Сигневичах относится к 1519 году. Сигневичи были дворянским имением в Слонимском повете Новогрудского воеводства Великого княжества Литовского. Имение принадлежало роду Гамшеев-Вештортов, затем Вишенских. В конце XVIII века владельцами усадьбы были Юзеф и Мария Халецкие-Прозоры, которые в 1795 году выстроили в Сигневичах католическую церковь Девы Марии Розария.
После третьего раздела Речи Посполитой (1795 год) в составе Российской империи, административно Сигневичи принадлежали Пружанскому уезду Гродненской губернии. В 1848 году костёл Девы Марии был переделан в православную Покровскую церковь. В 1864 году в Сигневичской волости. В 1886 году в Ревятичской волости, в селе костёл, магазин и питейный дом. В конце XIX века имение вместе с окрестными фольварками принадлежало графу Ромуальду Нейгоф-Лею. С 1915 года оккупирована германскими войсками, с 1919 года до июля 1920 года и с августа 1920 года — войсками Польши (в июле временно установлена советская власть). 
Согласно Рижскому мирному договору (1921), вошло в состав межвоенной Польши. В 1924 году в гмине Ревятичи Пружанского повета Полесского воеводства. В 1932 году произошла забастовка возчиков леса. С 27 февраля 1932 года центр гмины Сигневичи.
С 1939 года в составе БССР. С 1940 года центр Сигневичского сельсовета. В 1941—1944 годах оккупирована немецко-фашистскими захватчиками. Во время Великой Отечественной войны погибли 46 жителей деревни.
Усадьба Нейгофов-Леев в послевоенное время использовалась в качестве больницы, что уберегло её от разрушения. После закрытия больницы в 1990-е годы парк постепенно приходит в запустение, а усадебный дом разрушается.
Здание храма в 1989 году было возвращено Католической церкви и отреставрировано, ныне — действующий католический приход Девы Марии Розария.

## Население
| Численность населения (по годам) | Численность населения (по годам) | Численность населения (по годам) | Численность населения (по годам) | Численность населения (по годам) | Численность населения (по годам) | Численность населения (по годам) | Численность населения (по годам) | Численность населения (по годам) | Численность населения (по годам) | Численность населения (по годам) |
| 1886                             | 1897                             | 1905                             | 1924                             | 1940                             | 1959                             | 1970                             | 1999                             | 2005                             | 2009                             | 2019                             |
| -------------------------------- | -------------------------------- | -------------------------------- | -------------------------------- | -------------------------------- | -------------------------------- | -------------------------------- | -------------------------------- | -------------------------------- | -------------------------------- | -------------------------------- |
| 522                              | ↗619                             | ↘493                             | ↘468                             | ↗651                             | ↘471                             | ↗492                             | ↘446                             | ↘396                             | ↘327                             | ↘245                             |

## Достопримечательности

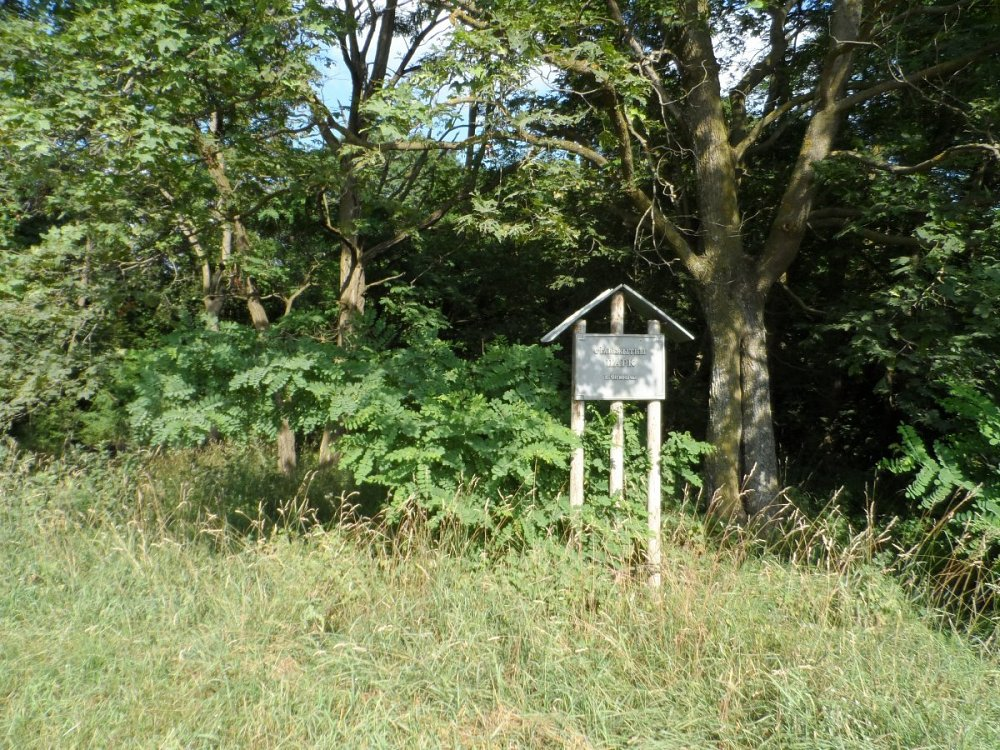
Парк, недалёко от бывшей усадьбы

- Католическая церковь Девы Марии Розария (1795 год). Включена в Государственный список историко-культурных ценностей Республики Беларусь[5][7]
- Усадьба Нейгофов-Леев. На данный момент сохранился лишь парк. (1880-е годы) и парк XIX века[8].
- Памятник погибшим землякам. В память о 46 односельчанах — воинах и партизанах, погибших в годы Великой Отечественной войны. В 1975 году установлена стела[5].
- Мемориальная доска партизанам. На здании Дома культуры. Установлена в 1981 году[5].
- Православный храм святой равноапостольной Марии Магдалины (2015 год).￼